# Premier ministre de la Lituanie
Le Premier ministre de Lituanie (Lietuvos Ministras Pirmininkas, en lituanien) est le chef du gouvernement de la République de Lituanie depuis 1918. Conformément au régime parlementaire instauré le 25 octobre 1992, il dirige le gouvernement de la Lituanie et détient la majeure partie du pouvoir exécutif.
L'actuel Premier ministre par intérim est Rimantas Šadžius, depuis le 4 août 2025.

## Règles normatives

### Nomination
Le Premier ministre lituanien est nommé par le président de la République avec l'approbation du Seimas, sans majorité particulière. Il dispose ensuite d'un délai de quinze jours, à compter de sa nomination, pour présenter son gouvernement aux députés et solliciter un vote de confiance sur son programme. S'il ne parvient pas à faire investir son équipe, il dispose d'un nouveau délai de quinze jours pour réussir.
Une fois nommé, il prête le serment suivant : « Moi, [nom du Premier ministre], je jure  d'être fidèle à la République de Lituanie, de respecter et d'observer sa Constitution et ses lois, de protéger l'intégrité de son territoire, de faire de mon mieux pour renforcer l'indépendance de la Lituanie, de servir en conscience ma patrie, la démocratie et le bien-être du peuple lituanien. ».

### Fonctions
Le Premier ministre représente le gouvernement lituanien et en dirige les activités. Il lui revient donc de convoquer et présider le conseil des ministres, de nommer le secrétaire général, les hauts fonctionnaires, les sous-secrétaires, de constituer les groupes de travail et les comités interministériels.
Il doit contresigner les résolutions gouvernementales avec le ministre compétent, et les décrets du président de la République pris en matière militaire, diplomatique, de proclamation de l'état d'urgence et de remise de décoration. Il en assume alors l'entière responsabilité.

### Démission
À l'exception de la démission volontaire, la Constitution et la loi prévoient des cas de démission forcée ou de remise des pouvoirs au président de la République. Si le Seimas, par deux fois consécutives, a refusé d'accorder sa confiance au gouvernement ou s'il a voté, à la majorité absolue de ses membres, une motion de censure, le Premier ministre est tenu de remettre sa démission.
Il est tenu de remettre ses pouvoirs au chef de l'État dans les trois jours qui suivent la tenue des élections législatives et dans les cinq jours qui suivent la tenue d'une élection présidentielle. Dans ces deux cas, le président le charge d'exercer ses fonctions par intérim jusqu'à la formation d'un nouveau gouvernement.

### Intérim
En cas d'absence ou d'empêchement du Premier ministre, le président, sur proposition du chef du gouvernement, charge un ministre d'exercer l'intérim, pour soixante jours au plus. En cas d'absence de proposition, le chef de l'État désigne lui-même un ministre suppléant.

## Histoire
La fonction est créée le 11 novembre 1918, soit neuf mois après la première indépendance de la Lituanie. À l'occasion de l'annexion du pays par l'URSS, en 1940, le poste est renommé en président du Conseil des ministres de la RSS de Lituanie (Lietuvos TSR Ministrų tarybos pirmininkas) et réservé, comme l'ensemble du pouvoir, aux membres du Parti communiste de Lituanie (LKP). Le 17 mars 1990, Kazimira Prunskienė est la première non-communiste, depuis 1940, et la première femme à diriger le gouvernement. Les fonctions de Premier ministre sont officiellement recréées avec la Constitution du 25 octobre 1992.

## Titulaires
Depuis 1918, vingt-quatre personnes ont exercé les fonctions de Premier ministre, sans compter les cinq présidents du Conseil des ministres de l'époque soviétique. Depuis 1990, quatre titulaires ont accompli deux mandats, Algirdas Brazauskas étant le premier à avoir enchaîné deux mandats consécutifs, établissant ainsi le record de longévité avec un peu de moins de cinq ans en fonction.